# Applicazioni del teorema del flusso
Nel seguito si espongono alcune applicazioni del teorema del flusso in casi particolarmente semplici dell'elettrostatica. Se la densità di carica presenta una certa simmetria, anche il campo elettrico avrà quella stessa simmetria: ciò consente di determinare direttamente il flusso di questa grandezza attraverso superfici chiuse scelte in maniera opportuna (quelle su cui il campo è costante), e quindi in definitiva, proprio grazie all'enunciato di Gauss, il valore del campo medesimo in funzione della distribuzione di carica.

## Distribuzione a simmetria sferica

### Sfera isolante carica
In una sfera di volume {\displaystyle (4/3)\pi r^{3}} costituita da materiale dielettrico, la carica non va a distribuirsi sulla superficie ma rimane immobilizzata nella regione in cui è stata prodotta. Il teorema del flusso permette di calcolare il campo elettrico all'interno e all'esterno della sfera, nell'ipotesi che la densità di carica abbia simmetria radiale. In questo caso, infatti, il flusso attraverso la superficie sferica {\displaystyle 4\pi r^{2}} è dato da:
{\displaystyle \Phi _{r}(\mathbf {E} )=\int _{4\pi r^{2}}\mathbf {E} \cdot \mathrm {d} \mathbf {S} =E(r)4\pi r^{2}={\frac {Q_{r}}{\varepsilon _{0}}}}
dove {\displaystyle Q_{r}} è la carica contenuta in {\displaystyle 4\pi r^{2}}. Considerata la simmetria del problema, il campo elettrico {\displaystyle \mathbf {E} } è certamente radiale. Detto {\displaystyle R} il raggio della sfera, devono considerare due casi:
Se {\displaystyle r\geq \ R} la superficie {\displaystyle 4\pi r^{2}} contiene tutta la carica {\displaystyle Q} presente nella sfera, quindi:
{\displaystyle E(r)={\frac {Q}{4\pi \varepsilon _{0}r^{2}}}}
Se {\displaystyle r\leq \ R} la superficie {\displaystyle 4\pi r^{2}} contiene parte della carica {\displaystyle Q}. Indicando con {\displaystyle \rho } la distribuzione di carica, si ha:
{\displaystyle E(r)={\frac {1}{4\pi \varepsilon _{0}r^{2}}}\int _{0}^{r}\rho (r')4\pi r'^{2}\mathop {} \!\mathrm {d} r'}
Evidentemente, se la densità di carica è uniforme il campo elettrico dipende linearmente dalla distanza {\displaystyle r}.

### Sfera conduttrice carica
In una sfera conduttrice le cariche sono mobili e tendono quindi a disporsi sulla superficie della sfera: il campo elettrico internamente alla sfera è ovunque nullo e non esiste alcuna distribuzione di carica all'interno del materiale, come si può dedurre dalla formulazione locale del teorema del flusso. Se il mezzo è omogeneo la densità superficiale di carica è uniforme. In questo caso, è possibile utilizzare i risultati del paragrafo precedente per dedurre l'espressione del campo elettrico esterno alla sfera:
{\displaystyle E(r)={\frac {Q}{4\pi \varepsilon _{0}r^{2}}}}
e di nuovo {\textstyle r} è la distanza dal centro, mentre {\textstyle Q} rappresenta la carica situata sulla superficie.

## Altri esempi di applicazione
I discorsi fatti a proposito della distribuzione di carica a simmetria sferica possono essere estesi ad altre situazioni analoghe, cioè a densità dotate di simmetria cilindrica o planare (invarianti per ribaltamenti rispetto ad un piano e variabili solo lungo la direzione normale a quel piano).

### Filo rettilineo carico
Si consideri il caso di un filo conduttore rettilineo infinitamente lungo, e carico uniformemente con densità di carica lineare {\displaystyle \lambda }. In questo caso per valutare il flusso è conveniente scegliere una superficie cilindrica di circonferenza {\displaystyle 2\pi r}, con {\displaystyle r} il raggio, e altezza {\displaystyle h}. Il flusso del campo attraverso questa superficie è uguale a:
{\displaystyle \Phi _{r}(\mathbf {E} )=\int _{2\pi r}\mathbf {E} \cdot \mathrm {d} \mathbf {s} =E(r)2\pi rh={\frac {Q}{\varepsilon _{0}}}={\frac {\lambda h}{\varepsilon _{0}}}}
e da esso è possibile dedurre il campo in funzione del raggio:
{\displaystyle E(r)={\frac {\lambda }{2\pi r\varepsilon _{0}}}}
Data la simmetria cilindrica, il campo non dipende da altre variabili spaziali.

### Strato conduttore infinito
Si supponga che su un piano infinito di materiale conduttore la carica si distribuisca uniformemente con una densità superficiale {\displaystyle \sigma }. Il campo elettrico prodotto è chiaramente a simmetria planare. Scegliendo un cilindro in maniera tale che la sua generatrice sia ortogonale al piano e le sue facce, di misura {\displaystyle A}, siano da esso distanziate della medesima distanza {\displaystyle r}, il flusso attraverso la superficie del cilindro è:
{\displaystyle \Phi _{r}(\mathbf {E} )=\int _{2A}\mathbf {E} \cdot \mathrm {d} \mathbf {s} =E(r)2A={\frac {\sigma A}{\varepsilon _{0}}}}
Dunque, il campo elettrico è indipendente da {\displaystyle r} e vale:
{\displaystyle E={\frac {\sigma }{2\varepsilon _{0}}}}
Questa grandezza è determinata da tutte le cariche dello strato, e non solo da quelle contenute nel cilindro. Il fatto che il campo sia uniforme nello spazio è legato all'ipotesi di piano infinito. Per un piano reale, questo è vero in vicinanza dello strato, e lontano dai bordi.

#### Doppio strato
Un condensatore a facce piane e parallele è formato da due strati metallici identici affacciati l'uno sull'altro denominati armature. Se la distanza tra di esse è molto minore rispetto alla loro minima dimensione, nell'intercapedine (lontano dai bordi) il campo elettrico è dato dalla sovrapposizione di due campi del tipo {\displaystyle E(r)=\sigma /2\varepsilon _{0}}, uno relativo all'armatura sinistra e l'altro relativo all'armatura destra. Se il condensatore è complessivamente neutro, i piatti avranno cariche uguali e di segno opposto. In questo caso il campo globale interno è:
{\displaystyle E(r)={\frac {\sigma }{\varepsilon _{0}}}}
Con considerazioni analoghe si deduce che il campo esterno è nullo.